# Usakos

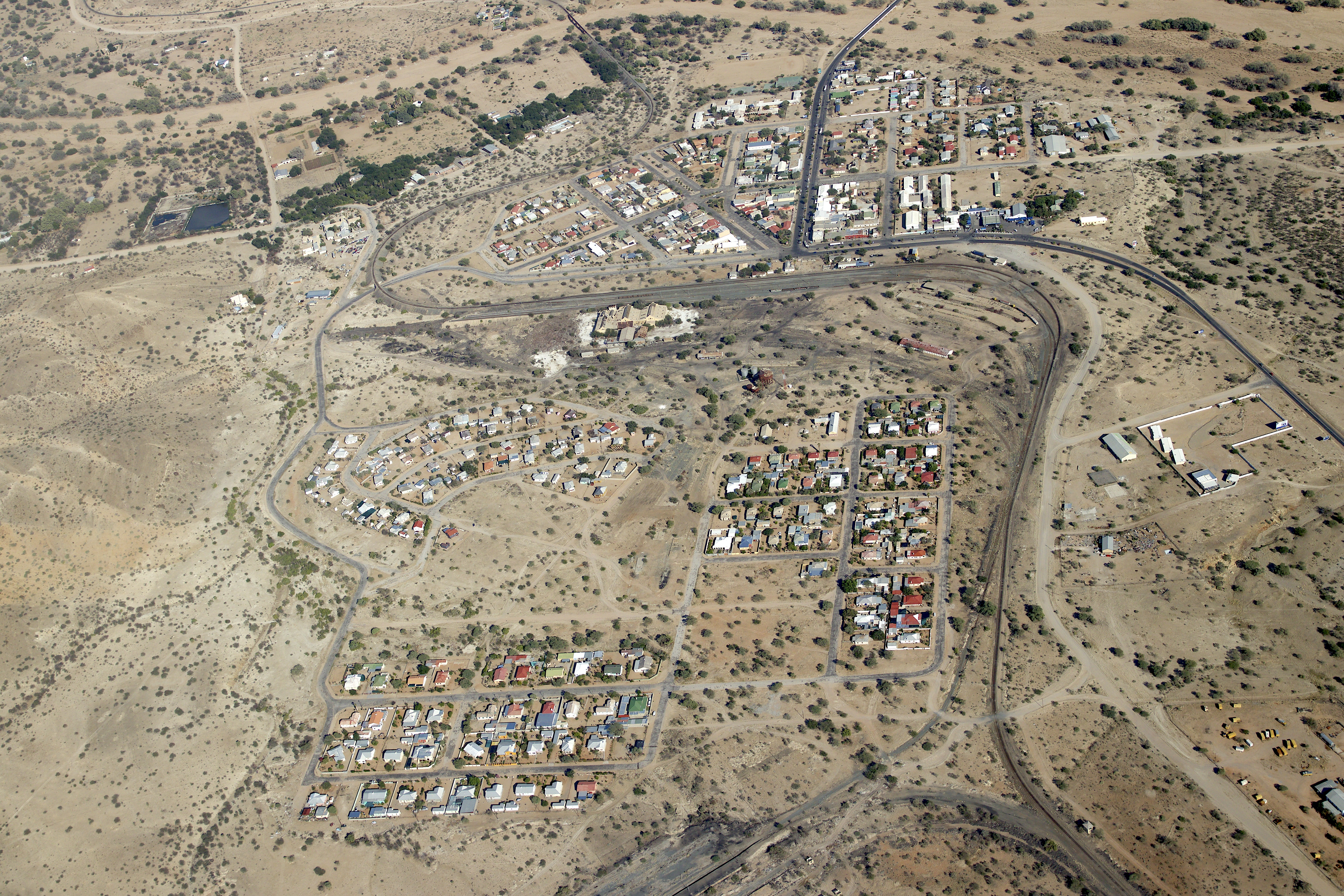
Usakos från luften.

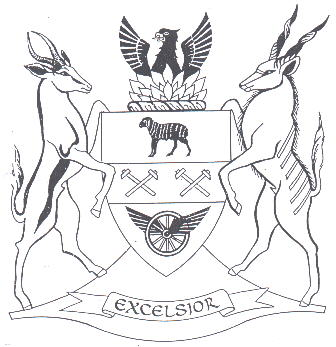
Usakos vapen.

Usakos är en ort i Namibia, ungefär 140 km nordost om Swakopmund. Folkmängden uppgick till 3 600 invånare vid folkräkningen 2011, på en yta av 60,8 km². Staden ligger vid B2, huvudvägen mellan kusten och Okahandja, där vägen svänger mot huvudstaden Windhoek. I närheten ligger Spitzkoppe, en samling toppar som reser sig i tydlig kontrast mot det omgivande slättlandet.